# Pterochelus
Pterochelus là một chi ốc biển, là động vật thân mềm chân bụng sống ở biển thuộc họ Muricidae, họ ốc gai.

## Các loài
Các loài thuộc chi Pterochelus bao gồm:
- Pterochelus acanthopterus (Lamarck, 1816)[2]
- Pterochelus akation (Vokes, 1993)[3]
- Pterochelus ariomus (Clench & Farfante, 1945)[4]
- Pterochelus duffusi Iredale, 1936[5]
- Pterochelus triformis (Reeve, 1845)[6]
- Pterochelus undosus (Vokes, 1993)[7]
- Pterochelus westralis (Ponder & Wilson, 1973)[8]